# Eroe della Repubblica Popolare di Lugansk
Il titolo di Eroe della Repubblica Popolare di Lugansk (in russo Герой Луганской Народной Республики?, Geroj Luganckoj Narodnoj Respubliki) è una delle principali onorificenze dell'autoproclamata Repubblica Popolare di Lugansk, ispirata all'analogo riconoscimento sovietico e sulla falsariga di quella della Repubblica Popolare di Doneck.

## Storia
L'onorificenza è stata istituita il 14 maggio 2018 con decreto presidenziale n. 354.
Per decisione del Gabinetto dei ministri, gli insigniti di tale onorificenza riceveranno 36.410,00 rubli russi in contanti ogni mese, pari a circa 580€ del 2022.

## Assegnazione
L'onorificenza è assegnata per i servizi alla Repubblica e alle persone associate con azioni eroiche, in combattimento o nel comando e che abbiano dato un contributo eccezionale alla difesa della Repubblica.

## Distintivo
- Il nastro è per un terzo celeste, un terzo azzurro e un terzo rosso.
- La medaglia è una stella dorata.

## Insigniti
1. Igor' Kornet (12 maggio 2020)[3]
2. Vladimir Polupoltinnych  (16 marzo 2022)[4]
3. Nikolaj Kul'čanovckij (16 marzo 2022)[5]
4. Aleksej Korčagin (17 aprile 2022)[6]
5. Aleksandr Kuznecov (17 aprile 2022)[6]
6. Dmitrij Miron (17 aprile 2022)[6]
7. Maksim Ryžov (17 aprile 2022)[6]
8. Esedulla Abačev (20 aprile 2022)[7]
9. Michail Černucho (alla memoria; 27 giugno 2022)[8][9]
10. Denis Ivanov (2022)
11. Denis Černikov (27 giugno 2022)[9]
12. Evgenij Šatalin (27 giugno 2022)[9]
13. Andrej Skorij (18 luglio 2022)[10]
14. Ramzan Kadyrov (3 agosto 2022)[11]
15. Apti Alaudinov (3 agosto 2022)[12]
16. Zamid Čalaev (3 agosto 2022)[13]
17. Evgenij Prigožin (settembre 2022?)[14][15]
18. Anton Elizarov (settembre 2022?)[16][17]
19. Magomed Daudov (12 settembre 2022)[18]
20. Ruslan Alchanov (12 settembre 2022)[18]
21. Valerij Bolotov (alla memoria; 15 settembre 2022)[19][20]
22. Gennadij Cypkalov (alla memoria; 15 settembre 2022)[20]
23. Denis Kudrin (alla memoria; 15 settembre 2022)[20]
24. Aleksej Nagin (settembre 2022?)[15]
25. Timur Ivanov (settembre 2022)[21]
26. Sergej Gorenko (19 settembre 2022)[22]
27. Aleksej Karjakin (27 settembre 2022)[23]
28. Adam Delimkhanov (28 settembre 2022)[24][25][26]
29. Sergej Surovikin (28 settembre 2022)[24]
30. Sergej Levšunov (7 ottobre 2022)[27]
31. Maksim Komarov (alla memoria; 20 ottobre 2022)[28]
32. Alexander Mirošnik (alla memoria; 20 ottobre 2022)[28]